# Antiandrógeno
Un antiandrógeno o antagonista androgénico es un grupo de fármacos que ejercen una acción antagonista o supresión hormonal capaz de prevenir o inhibir los efectos biológicos de los andrógenos u hormonas sexuales masculinas en las respuestas normales de los tejidos corporales a estas hormonas.
Los antiandrógenos normalmente actúan bloqueando los receptores androgénicos, compitiendo con los sitios de unión en la superficie de las células y, literalmente, obstruyendo la función de los andrógenos.

## Usos de los antiandrógenos
Los antiandrógenos se indican y se usan en múltiples enfermedades y situaciones no médicas:
1. Agentes antineoplásicos ya sea de forma paliativa, adyuvante o tratamiento hormonal neoadyuvante en el cáncer de próstata[3]
2. Hiperplasia benigna de próstata[3]
3. Acné
4. Alopecia androgénica
5. Hirsutismo
6. Ocasionalmente también se usan en los varones como método anticonceptivo
7. Para prevenir o contrarrestar la masculinización en los casos de personas transexuales preoperativas
8. Para prevenir síntomas asociados a un déficit de testosterona, como los sofocos, después de una castración
9. Los antiandrógenos están indicados a menudo para tratar trastornos sexuales graves, como la hipersexualidad o deseo sexual excesivo y desviaciones sexuales, especialmente las parafilias

La administración de antiandrógenos en hombres puede provocar una merma y, a veces, un aumento en el desarrollo o involución de los caracteres sexuales secundarios, reduciendo la actividad o función de los órganos sexuales accesorios, e hiposexualidad, con disminución del deseo sexual o libido.
El término de respuesta de retirada del antiandrógeno describe la situación médica que ocurre cuando las células cancerosas adaptadas a la administración del antiandrógeno y que ya no responden comienzan a sufrir los efectos antiandrogénicos tras el cese en la administración del antiandrógeno. 
El bloqueo androgénico completo o máximo es la asociación de antiandrógeno con análogo del factor liberador de gonadotropina.

## Tipos de fármacos antiandrogénicos
Existen múltiples fármacos antiandrogénicos como: 
- Degarelix de etilo
- Bicalutamida
- Ciproterona acetato
- Finasterida
- Dutasterida
- Flutamida
- Enzalutamida
- Nilutamida
- Espironolactona